# 莱塞萨尔勒维孔特
莱塞萨尔勒维孔特（法語：Les Essarts-le-Vicomte，法語發音：[lez‿esaʁ lə vikɔ̃t]）是法国马恩省的一个市镇，位于该省西南部，属于埃佩尔奈区。

## 地理
莱塞萨尔勒维孔特（48°39'37"N, 3°33'19"E）面积11.29 平方千米，位于法国大東部大區马恩省，该省份为法国东北部内陆省份，北起阿登省，西北接埃纳省，西南接塞纳-马恩省，南至奥布省，东南接上马恩省，东临默兹省。
与莱塞萨尔勒维孔特接壤的市镇（或旧市镇、城区）包括：埃斯卡尔德、布希圣热内斯、莫兰河畔沙蒂永、拉福雷斯蒂耶尔、内勒拉勒波斯特。
莱塞萨尔勒维孔特的时区为UTC+01:00、UTC+02:00（夏令时）。

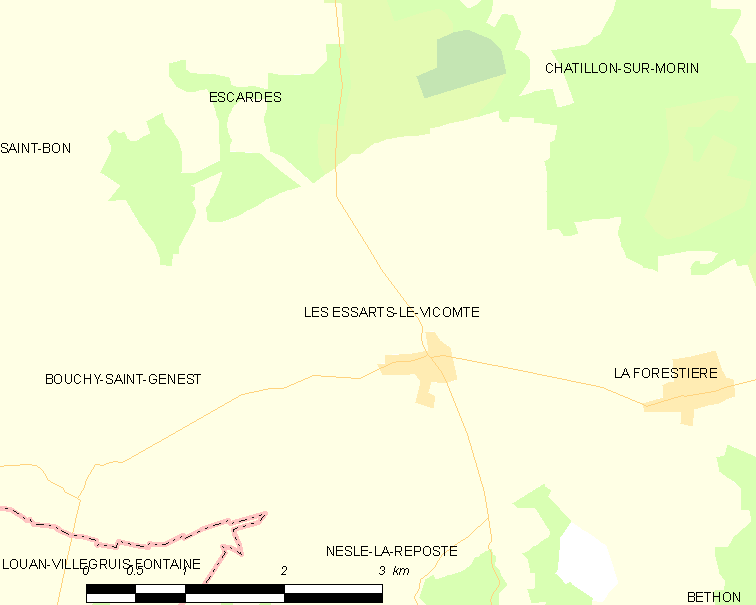
莱塞萨尔勒维孔特的OSM定位图

## 行政
莱塞萨尔勒维孔特的邮政编码为51310，INSEE市镇编码为51236。

## 政治
莱塞萨尔勒维孔特所属的省级选区为塞扎讷-布里-香槟县。

## 人口

1962-2008年间莱塞萨尔勒维孔特人口变化图示

莱塞萨尔勒维孔特于2022年1月1日时的人口数量为135人。